# Blacksburg (Virgínia)
Blacksburg és una població dels Estats Units a l'estat de Virgínia. Segons el cens del 2000 tenia 39.284 habitants.

## Demografia
Segons el cens del 2000, Blacksburg tenia 39.573 habitants, 13.162 habitatges, i 4.777 famílies. La densitat de població era de 789,2 habitants per km².
Dels 13.162 habitatges en un 16,3% hi vivien nens de menys de 18 anys, en un 28,7% hi vivien parelles casades, en un 5,3% dones solteres, i en un 63,7% no eren unitats familiars. En el 26,6% dels habitatges hi vivien persones soles el 3,7% de les quals corresponia a persones de 65 anys o més que vivien soles. El nombre mitjà de persones vivint en cada habitatge era de 2,37 i el nombre mitjà de persones que vivien en cada família era de 2,79.
Per edats la població es repartia de la següent manera: un 9,7% tenia menys de 18 anys, un 57,4% entre 18 i 24, un 18,9% entre 25 i 44, un 9,2% de 45 a 60 i un 4,9% 65 anys o més.
L'edat mediana era de 22 anys. Per cada 100 dones de 18 o més anys hi havia 129,7 homes.
Entorn del 15,9% de les famílies i el 43,2% de la població estaven per davall del llindar de pobresa.

## Poblacions més properes
El següent diagrama mostra les poblacions més properes.